# Climax (Minnesota)
Climax és una població dels Estats Units a l'estat de Minnesota. Segons el cens del 2000 tenia 243 habitants.

## Demografia
Segons el cens del 2000, Climax tenia 243 habitants, 113 habitatges, i 68 famílies. La densitat de població era de 81,6 habitants per km².
Dels 113 habitatges en un 25,7% hi vivien nens de menys de 18 anys, en un 49,6% hi vivien parelles casades, en un 7,1% dones solteres, i en un 39,8% no eren unitats familiars. En el 38,9% dels habitatges hi vivien persones soles el 22,1% de les quals corresponia a persones de 65 anys o més que vivien soles. El nombre mitjà de persones vivint en cada habitatge era de 2,15 i el nombre mitjà de persones que vivien en cada família era de 2,82.
Per edats la població es repartia de la següent manera: un 22,2% tenia menys de 18 anys, un 7,8% entre 18 i 24, un 23% entre 25 i 44, un 21,8% de 45 a 60 i un 25,1% 65 anys o més.
L'edat mediana era de 44 anys. Per cada 100 dones de 18 o més anys hi havia 90,9 homes.
La renda mediana per habitatge era de 24.688 $ i la renda mediana per família de 30.625 $. Els homes tenien una renda mediana de 38.438 $ mentre que les dones 20.000 $. La renda per capita de la població era de 14.320 $. Entorn del 5,1% de les famílies i l'11,8% de la població estaven per davall del llindar de pobresa.

## Poblacions més properes
El següent diagrama mostra les poblacions més properes.